# Олга Поповић-Дедијер
Олга Поповић Дедијер (Земун, 3. јул 1914 — 20. јун 1943) била је лекарка и учесница Народноослободилачке борбе.

## Биографија
Рођена је 3. јула 1914. године у Земуну. Радила је као лекар Опште државне болнице у Београду.
Уочи Другог светског рата, као члан Комунистичке партије Југославије (КПЈ), по директиви Партије организовала и водила санитетске курсеве у оквиру акције за одбрану земље. 
Ухапшена је 1942. године, у вези са бекством из болнице Иванке Муачевић. Замењена је септембра исте године за заробљене Немце и одлази у партизане. У току Народноослободилачке борбе била је шеф хируршке екипе Друге пролетерске дивизије.
Рањена је на Милинкладама, током битке на Сутјесци, и подлегла ранама 20. јуна 1943. године. 
Била је супруга Владимира Дедијера, са којим је имала ћерку Милицу, рођену непосредно пред почетка рата, која је касније постала познати архитекта.
Пре рата се са доста успеха бавила зимским спортовима, а данас њено име носи један од хотела на Копаонику, подигнут на месту првог смештајног објекта на тој планини. Њено име, такође носи и дечја болница на Звездари.
Захваљујући поклону од 500.000 $ који је дао Владимир Дедијер 1961. године у Никшићу изграђен је Хируршки павиљон у спомен на др Олгу Дедијер хирурга 4. Црногорске бригаде.
Указом Председништва Уставотворне скупштине Федеративне Народне Републике Југославије, 19. децембра 1945. године, постхумно је одликована Орденом заслуга за народ првог реда.